# Unión de Comunas de la Región Norte
La Unión de Comunas de la Región Norte (Región Norte, Comuna del Norte) fue una asociación regional de  soviets que existió en la RSFSR desde mayo de 1918 hasta febrero de 1919, que surgió después de que los órganos centrales del partido ruso y soviético se trasladaran de Petrogrado a Moscú.

## Historia
La región norte se creó, como en otros varios casos, en el proceso de una búsqueda de formas del sistema estatal soviético durante los años de formación del poder soviético. La Región del Norte incluía los territorios de las provincias de Petrogrado, Pskov, Novgorod, Olonets, Vologda y Arcángel, y desde junio, las provincias de Dvina del Norte y Cherepovets ; Tenía como capital Petrogrado. Aunque Los órganos de gobierno de la Región Norte estaban ubicados en Smolny.
El Primer Congreso de los Soviets de la Región Norte tuvo lugar del 26 al 29 de abril de 1918 en Petrogrado. Asistieron unos 200 delegados, entre los que estaban 105 comunistas, y el resto eran representantes de otros partidos políticos. El congreso eligió un órgano rector: el Comité Ejecutivo Central (CEC), que formó el Consejo de Comisarios bajo la presidencia de un miembro del Comité Central del Partido Comunista (bolchevique) GrigoriZinoviev.
El Consejo de Comisionados incluía comisarios de siferentes tipos siendo estos comisarios de educación; para seguros y extinción de incendios; cuidado de la salud; economía municipal; Control de asuntos exteriores; control del Estado; presidente del consejo económico; comisario de asuntos militares; asuntos internos; agricultura; seguridad Social; agitación, prensa y propaganda; sobre asuntos de nacionalidades; correos y telégrafos; comida; labor; Finanzas; justicia; comercio e Industria; distrito de comunicaciones de Petrogrado; sobre casos de presos y refugiados; manejo de casos. Entre los comisionados estaban M. S. Uritsky, A. L. Shenkman, P. A. Zalutsky, N. N. Krestinsky, S. P. Voskov, E. P. Pervukhin, Z. I. Lilina, V. Volodarsky, A. D. Bekleshev, Ya. A. Anvelt, B. P. Pozern, y S. N. Ravich, entre otros. Hasta julio de 1918, estuvierion los socialistas-revolucionarios de izquierda P.Proshian y Kornílov.
El trabajo del Comité Ejecutivo Central y el Consejo de Comisarios fue dirigido por la Oficina ddel Comité Central del Partido Comunista de Petrogrado y el Comité Regional del Partido Comunista del Norte Entre sus principales problemas fueron los de establecimiento de producción militar en las empresas de Petrogrado y la región, la formación de unidades del Ejército Rojo, la creación de autoridades alimentarias locales, la lucha contra las epidemias, y la organización de los comités, etc.
Por decreto del Comité Ejecutivo Central de la región Norte el 30 de mayo fr 1918, se estableció la Agencia de Prensa de la Comuna del Norte (siendo sus periódicos: Severnaya Kommuna (publicado desde junio de 1918 hasta febrero de 1919), Novy Put y Krasnaya Gazeta.

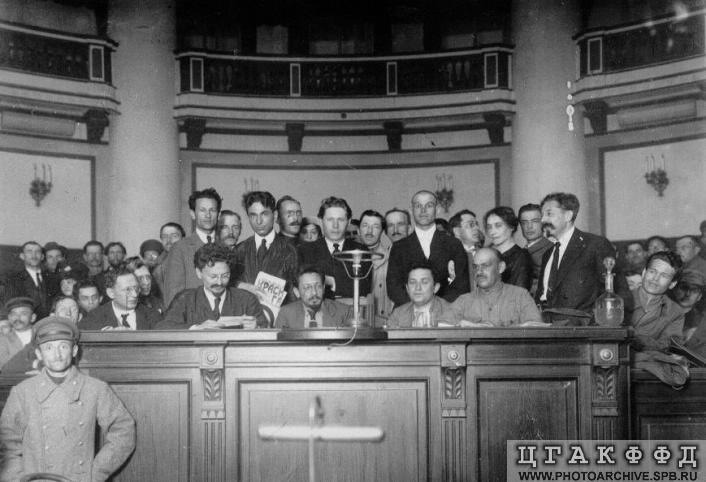
Segundo Congreso de los Soviets de la Región Norte, presidium del congreso. Petrogrado, 1 de agosto fr 1918

Del 1 al 3 de agosto de 1918 se inauguró el II Congreso de los Soviets de la Región Norte. Hubo 339 delegados con voto decisivo en el congreso, de los cuales 205 eran comunistas, el resto eran representantes de otros partidos. Después del congreso, a pesar de la ausencia de una distribución exacta de funciones entre los órganos de la Comuna del Norte y las instituciones estatales centrales, el Sóviet de Petrogrado y el comité ejecutivo provincial, la Comisión Interdepartamental Central aprobó la Comuna del Norte.

### Disolución
Con el fortalecimiento del poder soviético central y el desarrollo de la construcción del estado, la posterior existencia de la Comuna del Norte y formaciones territoriales administrativas similares en otras regiones del país perdieron su significado. La Comuna contribuyó al desarrollo del localismo y contradijo la Constitución de la RSFSR, adoptada por el V Congreso de los Soviets de toda Rusia el 10 de julio de 1918.
Desde el otoño de 1918, los sentimientos separatistas se intensificaron en la Unión de Comunas de la Región del Norte, se intensificaron los conflictos con el soviet central y los órganos del partido, alimentados por las ambiciones personales de Zinoviev. En diciembre de 1918, comenzó el colapso de la Unión de Comunas de la Región Norte: el Gobernador de la provincia de Vologda anunció su renuncia. Finalmente, el 24 de febrero de 1919, en el III Congreso de los Soviets de la Región Norte, se decidió abolir la Comuna de la Región Norte.
- Datos: Q4430508